# Kasimpar (Petungkriono)
Kasimpar is een bestuurslaag in het regentschap Pekalongan van de provincie Midden-Java, Indonesië. Kasimpar telt 808 inwoners (volkstelling 2010).